# 瑟切盧鄉
45°06′N 23°32′E / 45.100°N 23.533°E
瑟切盧鄉（羅馬尼亞語：Comuna Săcelu, Gorj），是羅馬尼亞的鄉份，位於該國西南部，由戈爾日縣負責管轄，面積42平方公里，海拔高度372米，2007年人口1,768，人口密度每平方公里42人。